# Glissando

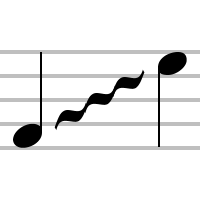
Représentation graphique d'un glissando

Le glissando, ou glissato, est un glissement d'une note à une autre.
Il consiste dans l'élévation ou l'abaissement constant et progressif de la hauteur d'un son, obtenu de diverses manières, soit de façon linéaire soit par paliers successifs selon les instruments.
Le glissando proprement dit est celui que peuvent produire la voix humaine, les instruments à cordes au manche sans barrettes, tels le violon ou la guitare basse fretless (en faisant traîner le doigt de la main qui tient le manche sur la corde active) ou encore le trombone à coulisse ; dans ce cas le changement de hauteur se fait de façon linéaire, sans paliers perceptibles. On parle alors de portamento. Les instruments de musique pouvant tenir la note de façon continue, comme le trombone, sont capables d'effectuer des glissandos d'une grande amplitude.
Le glissando s'applique également à des effets avoisinants (passage rapide d'une note à l'autre par l'ensemble des notes intermédiaires) comme ceux réalisables par la majeure partie des cuivres, les instruments à cordes frappées (avec ou sans clavier), certains instruments de percussion chromatiques (tel le vibraphone), l'orgue, le clavecin, la harpe et les instruments à cordes (pincées ou frottées) au manche muni de barrettes.
Les instruments de musique électronique permettent quant à eux toutes sortes de glissandos et de portamentos.

## Exécution

### Voix humaine
Le glissando, dans le sens d'une transition continue entre deux ou plusieurs notes, est facilement réalisable par la voix humaine et particulièrement utilisé dans le portamento, effet que l'on retrouve souvent en art lyrique, dans la musique populaire et parfois dans le blues, le jazz, plus occasionnellement dans la musique pop.

### Instruments à vent
- Pour les cuivres, glissando ou glissato indique souvent l'exécution de la série des harmoniques exécutables sans changer de position ; l'effet obtenu est une rapide succession des sons harmoniques.

Le trombone, grâce à sa partie mobile (la coulisse), peut effectuer aisément un véritable glissato, sans avoir à utiliser la série des harmoniques. Une des difficultés majeures de l'art des trombonistes est justement d'éviter les glissati entre les notes. L'effet est maximal dans l'intervalle de quinte diminuée qui sépare la première de la septième position.
Le cor peut obtenir un effet de glissato efficace grâce à l'action combinée de la main et des lèvres.
- Chez les bois, l'exécution instrumentale de la musique du XXe siècle a exploré la possibilité du glissando sur pratiquement tous les instruments de la famille.

Sur les instruments les plus petits, (hautbois, clarinette), le fait que l'instrumentiste utilise directement la pulpe des doigts pour boucher les trous rend possible le véritable glissato, obtenu en découvrant graduellement et successivement la superficie de chaque trou et en associant une technique d'embouchure; pour la flûte de concert, c'est également possible pour les modèles dont les clés sont percées.
Avec le saxophone, dont les trous sont ouverts et fermés en actionnant des leviers, il est toutefois possible de « glisser » sur l'intervalle qui sépare deux notes en modifiant la position des lèvres, ce qui, combiné avec l'action des mains, permet d'obtenir un effet très semblable au véritable glissato. Certains saxophonistes parviennent toutefois à s'affranchir de cette difficulté technique en agissant sur plus de notes par une technique combinée des doigts, des lèvres et de la gorge comme Nobuya Sugawa par exemple

### Instruments à cordes
- Pour les instruments à manche sans barrettes, à cordes frottées comme le violon, l'alto, le violoncelle, à cordes soit frottées soit pincées comme la contrebasse ou à cordes pincées comme la guitare basse fretless[3], le glissato est facilement réalisable en parcourant les cordes avec le bout des doigts de la main qui tient le manche pendant la production du son ; c'est l'effet recherché lorsque l'on veut obtenir avec l'instrument l'imitation du langage expressif de la voix humaine.
- Pour les instruments dont le manche est muni de barrettes, à cordes pincées comme la guitare, la basse électrique, le luth, ou à cordes frottées comme la viole de gambe, la viole d'amour, l'effet s'obtient de la même manière, en faisant glisser le bout des doigts de la main qui tient le manche le long des cordes que l'on actionne dans le même temps ; l'usage en est moins fréquent du fait de l'emploi essentiellement polyphonique de ces instruments et pour la faiblesse du son ainsi obtenu mais surtout à cause de la présence des barrettes (ou frettes) qui provoquent de brèves mais audibles interruptions du glissato.

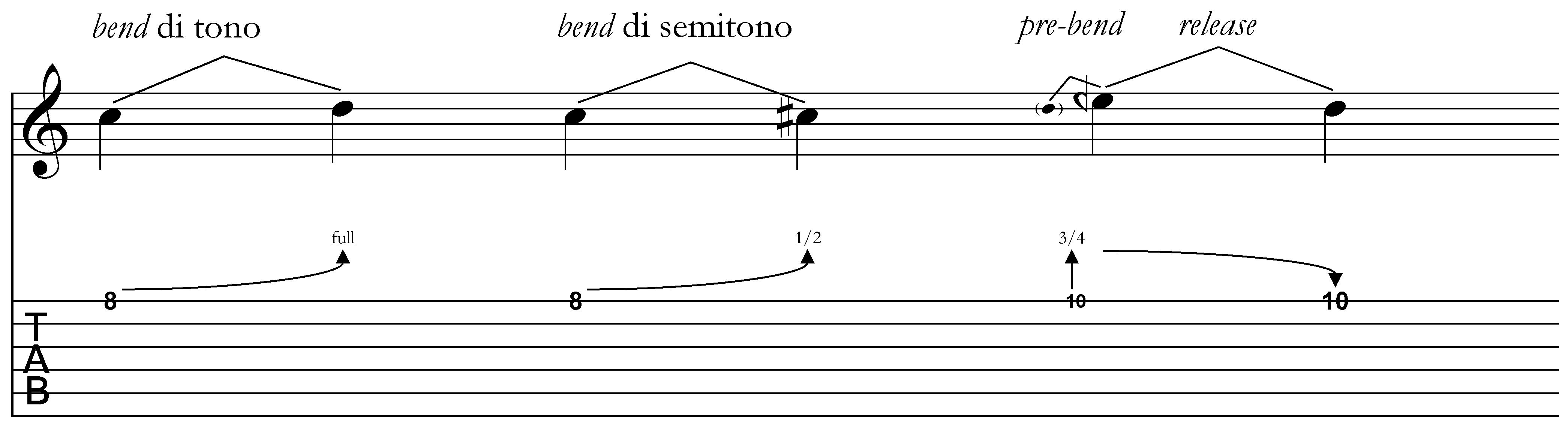
Exemples de bend, pre-bend et release

La guitare électrique, dont le son amplifié dépasse les limites des instruments acoustiques, compte parmi ses techniques d'exécution deux effets de glissato qui s'obtiennent soit en pressant et en poussant verticalement la corde avec le bout du doigt (en anglais : bend) de la main qui tient le manche, ce qui donne un glissando ascendant, soit en agissant pesamment sur le levier du vibrato dont sont pourvus certains modèles. Le bend peut correspondre à un intervalle d'un ton indiqué par full dans la tablature ou à d'autres distances, mesurées par fractions de ton (1/2 pour le demi-ton, 3/4 pour 3/4 de ton, etc.). Release indique à l'inverse l'effet de glissando obtenu par le relâchement de la corde précédemment tirée par un pre-bend consistant à tirer la corde sans glissando ascendant.
- Pour les instruments à clavier on appelle glissando l'échelle diatonique ou chromatique obtenue en faisant traîner la main rapidement sur les touches diatoniques ou chromatiques.
- Pour les instruments sans manche ni clavier à cordes frappées comme le cymbalum ou à cordes pincées comme la cithare ou la harpe, l'effet de glissando, extrêmement utilisé, est obtenu en passant rapidement les doigts ou les mailloches sur les cordes dans le sens ascendant ou descendant.
- Pour la harpe, le réglage préalable des pédales dédiées de cet instrument permet de sélectionner les notes entendues lors du glissando. Le harpiste peut également obtenir un portamento sur une hauteur d'un ton en actionnant une pédale entre la position de repos et celle de tension maximale ; cet effet est beaucoup moins utilisé que le précédent à cause du volume sonore moindre.
- Les instruments polyphoniques, donc tous les instruments à clavier, mais également la harpe, les guitares et les cordes frottées ou frappées et certains instruments de percussion peuvent exécuter des « glissandos multiples », constitués de glissati simultanés de plusieurs notes.

### Autres instruments
Parmi les percussions idiophones le glissato est couramment utilisé par les instruments à clavier (célesta, glockenspiel, xylophone, vibraphone, marimba et autres) en faisant traîner la main ou les mailloches le long du clavier.
Il est possible d'obtenir un glissato audible et expressif des timbales, en actionnant les pédales de réglage de la hauteur aussitôt après avoir frappé la peau de la timbale sans en atténuer le son. De la même manière, on peut tirer des effets de glissando en tournant le rototom.
Dans les tambours, un effet similaire au glissando peut être obtenu en pressant (avec la main, le coude, une autre partie du corps ou encore avec l'une des baguettes) puis en relâchant, après l'avoir frappée, la peau du tambour. Il existe une multitude d'autres effets similaires que l'on obtient différemment selon la nature des percussions (tôles infléchies après avoir été percutées, disques métalliques tournés rapidement, etc). Naturellement, dans ces cas l'étendue de l'effet est approximative ou complètement indéterminée.
Le glissando est constamment inclus dans les instruments électroniques comme les ondes Martenot, le Theremin, le Telharmonium, le Moog, dans l'optique de donner une touche d'humanité à des sonorités perçues comme artificielles. Les effets de glissando sont normalement présents dans les synthétiseurs et dans les claviers électroniques modernes et sont souvent actionnables par l'intermédiaire de commandes dites pitch bending constituées par des boutons ou des leviers situés sur l'un des côtés du clavier. Dans ce cas, le choix de l'introduction de cet effet (parmi les nombreux autres dont ces instruments sont normalement dotés) ne dépend plus des caractéristiques physiques de l'émission du son (qui est entièrement synthétisé) mais d'un choix délibéré du producteur.

## Notation

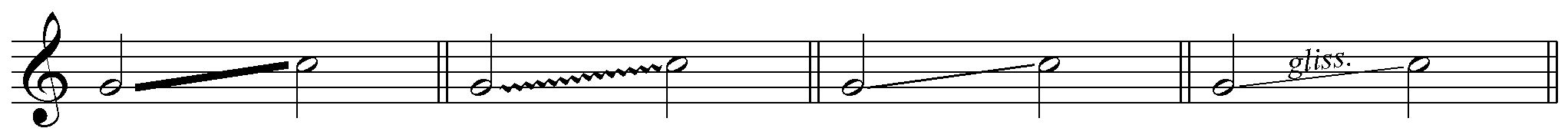
Différentes notations du glissando

On indique le glissando en faisant suivre la note initiale par une ligne, parfois ondulée, dans la direction voulue, souvent accompagnée de l'abréviation gliss.. Dans la notation pour la voix, à l'origine, est utilisée une liaison semblable à une liaison de phrase mais limitée à deux notes adjacentes de hauteurs différentes.

## Utilisation
Le glissando est utilisé dans la musique vocale à des fins d'expressivité, pour imiter les inflexions que la voix émet naturellement (pleurs, lamentations, rire, etc.). Il prend souvent une valeur parodique par l'emphase comique et distanciée donnée à des expressions codifiées différemment.
Dans la musique instrumentale il est particulièrement utilisé au cours des XIXe siècle et XXe siècle comme alternative à la notation fortement quantifiée des instruments de l'orchestre européen. Son usage parodique est souvent clairement lié à l'imitation de la musique populaire (du Bolero de Ravel à la banda de Goran Bregović ou à la musique klezmer) ou de la musique vocale (toutes les variantes du jazz et du blues).
Au piano ou sur les instruments à clavier en général (tel que l'orgue électrique par exemple), il est fréquemment utilisé dans des styles comme le rock 'n' roll ou le boogie-woogie (le chanteur Jerry Lee Lewis, par exemple, l'utilise parfois abusivement), ou encore le funk. Le glissando est ici employé pour donner de l'énergie, du dynamisme au morceau.

## Exemples d'utilisation dans la musique classique
- 1830 : Hector Berlioz, Symphonie fantastique cinquième mouvement, mesures 8-11 et 17-21 (flûte, hautbois, clarinette ; puis cor).
- 1900 : Gustav Mahler, Symphonie n° 4, troisième mouvement (violon, violoncelles, alto).
- 1910 : Igor Stravinsky, L'Oiseau de feu (trombone).
- 1913 : Claude Debussy, Préludes, livre II, no 12 Feux d'artifice, mesure 17 (piano, touches noires), mesure 87 (touches blanches et noires simultanément).
- 1918 : Giacomo Puccini, Suor Angelica, scène finale du miracle (voce).
- 1920 : Igor Stravinsky, Pulcinella, numéro de partition 170 (trombone).
- 1924 : George Gershwin, Rhapsody in Blue, incipit (clarinette)[4].
- 1924 : Ottorino Respighi, Pini di Roma, premier mouvement I pini di Villa Borghese (harpe).
- 1928 : Maurice Ravel, Boléro, conclusion (trombones).
- 1931 : Maurice Ravel, Concerto en sol, introduction (piano).